# Sabazia multiradiata
Sabazia multiradiata là một loài thực vật có hoa trong họ Cúc. Loài này được (Seaton) Longpre miêu tả khoa học đầu tiên năm 1970.